# A dínók elveszett szigete
A dínók elveszett szigete (eredeti címén Jungle Girl & the Lost Island of the Dinosaurs) egész estés ausztrál rajzfilm, amely Roddy Lee ötlete nyomán készült. 
2002-ben mutatták be a televízióban. Magyarországon a Minimax-on vetítették le.

## Cselekmény
Emmának, miután édesapjával együtt hajótörést szenved, nemcsak egy misztikus és lakatlan sziget rejtelmeit kell felfedeznie, de a szigeten szunnyadó dinoszauruszok elől is menekülnie kell. Főhősünknek ezek után már nemcsak azon kell törnie a fejét, hogyan jut haza, de azon is, hogyan állítsa vissza a sziget békéjét. Szerencsére nem lesz egyedül, hiszen beszélő delfin, kígyó és csimpánz társaságában nem nehéz barátokat találni.

## Szereplők
| Szereplő      | Eredeti hang | Magyar hang        | Leírás                                                       |
| ------------- | ------------ | ------------------ | ------------------------------------------------------------ |
| Emma Sharp    | ?            | Bogdányi Titanilla | A történet főhőse egy szőke-hajú tinédzser lány.             |
| William       | ?            | Bolla Róbert       | Egy kutató, aki Emma édesapja.                               |
| Jack Kapitány | ?            | Welker Gábor       | Egy hajóskapitány, aki megszerzi az aranymajmot a barlangból |
| Terry         | ?            | Maróti Attila      | Egy matróz, aki Jack kapitány segédje.                       |
| Beano         | ?            | Gruber Zita        | Egy delfin, aki segít Emmának.                               |
| Sámson        | ?            | Bolla Róbert       | Egy tukán, aki segít Emmának.                                |
| Zelinka       | ?            |                    | Egy óriáskígyó, aki segít Emmának.                           |
| Chuntee       | ?            |                    | Egy csimpánz, aki segít Emmának.                             |